# Ciclo cardíaco
El ciclo cardíaco es la secuencia de eventos mecánicos, sonoros y de presión, relacionados con el flujo de sangre a través de las cavidades cardíacas, la contracción y relajación de cada una de ellas (aurículas y ventrículos), el cierre y apertura de las válvulas y la producción de ruidos. Este proceso transcurre en menos de un segundo. La recíproca de la duración de un ciclo es la frecuencia cardíaca (como se suele expresar en latidos por minuto, hay que multiplicar por 60 si la duración se mide en minutos).

## Fases del ciclo cardíaco

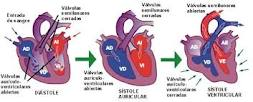
Fases del ciclo cardíaco.

Animación del ciclo cardíaco.

En cada latido se distinguen cinco fases: 
1. Llenado ventricular activo (sístole auricular).
2. Contracción ventricular isovolumétrica.
3. Eyección.
4. Relajación ventricular isovolumétrica.
5. Llenado auricular pasivo.

Las tres primeras corresponden a la sístole. 
Llenado ventricular activo (sístole auricular)
El ciclo se inicia con un potencial de acción en el nódulo sinusal que en un principio se propagará por las aurículas provocando su contracción. Al contraerse éstas, se expulsa toda la sangre que contienen hacia los ventrículos. Ello es posible gracias a que en esta fase, las válvulas auriculoventriculares (mitral y tricúspide) están abiertas, mientras que las sigmoideas (aórtica y pulmonar) se encuentran cerradas. Al final de esta fase; toda la sangre contenida en el corazón se encontrará en los ventrículos, dando paso a la siguiente fase.

### Contracción ventricular isovolumétrica
La onda de despolarización llega a los ventrículos, que en consecuencia comienzan a contraerse. Esto hace que la presión aumente en el interior de los mismos, de tal forma que la presión ventricular excederá a la auricular y el flujo tenderá a retroceder hacia estas últimas. Sin embargo, esto no ocurre, pues el aumento de la presión ventricular determina el cierre de las válvulas auriculoventriculares, que impedirán el flujo retrógrado de sangre. Por lo tanto, en esta fase todas las válvulas cardiacas se encontrarán cerradas.

### Eyección
La presión ventricular también será mayor que la presión arterial en los grandes vasos que salen del corazón (tronco pulmonar y aorta) de modo que las válvulas sigmoideas se abrirán y el flujo pasará de los ventrículos a la luz de estos vasos. A medida que la sangre sale de los ventrículos hacia éstos, la presión ventricular irá disminuyendo al mismo tiempo que aumenta en los grandes vasos. Esto termina igualando ambas presiones, de modo que parte del flujo no pasara, por gradiente de presión, hacia la aorta y tronco pulmonar.
El volumen de sangre que queda retenido en el corazón al acabar la eyección se denomina volumen residual, telesistólico o volumen sistólico final; mientras que el volumen de sangre eyectado será el volumen sistólico o volumen latido (aproximadamente 70 mL).

### Relajación ventricular isovolumétrica
Corresponde al comienzo de la diástole o, lo que es lo mismo, al periodo de relajación miocárdica. En esta fase, el ventrículo se relaja, de tal forma que este hecho, junto con la salida parcial de flujo de este mismo (ocurrido en la fase anterior), hacen que la presión en su interior descienda enormemente, pasando a ser inferior a la de los grandes vasos. Por este motivo, el flujo de sangre se vuelve retrógrado y pasa a ocupar los senos aórtico y pulmonar de las válvulas sigmoideas, empujándolas y provocando que éstas se cierren (al ocupar la sangre los senos aórticos, parte del flujo pasará a las arterias coronarias, con origen en estos mismos). Esta etapa se define por tanto como el intervalo que transcurre desde el cierre de las válvulas sigmoideas hasta la apertura de las auriculoventriculares.

### Llenado auricular pasivo
Durante los procesos comentados anteriormente, las aurículas se habrán estado llenando de sangre,  de modo que la presión en éstas también será mayor que en los ventrículos, parcialmente vaciados y relajados. El propio gradiente de presión hará que la sangre circule desde las aurículas a los ventrículos, empujando las válvulas mitral y tricúspide, que se abrirán permitiendo el flujo en este sentido. Una nueva contracción auricular con origen en el nódulo sinusal finalizará esta fase e iniciará la sístole auricular del siguiente ciclo.

### Factores
Es importante recordar que existen diversos determinantes de la función cardíaca que pueden alterar las fases del ciclo: la precarga, la poscarga, el inotropismo, la distensibilidad y la frecuencia.
1. La precarga depende del volumen del ventrículo al final de la diástole (VFD).
2. La poscarga representa la presión aórtica en contra de la que el ventrículo debe contraerse.
3. El inotropismo corresponde a la fuerza intrínseca que genera el ventrículo en cada contracción como bomba mecánica.
4. La distensibilidad se refiere a la capacidad que el ventrículo tiene de expandirse y llenarse durante la diástole. (Ley de Frank-Starling)
5. La frecuencia cardíaca, es el número de ciclos cardíacos por unidad de tiempo.

El ciclo se repite unas setenta y dos veces por minuto, pero puede incrementarse o ralentizarse según las necesidades del organismo a través del sistema nervioso.

## Ruidos cardíacos
Por cada latido, el corazón emite dos ruidos cardíacos (lub-dub) separados uno del otro por un silencio. 
El cierre de las válvulas mitral y tricúspide (llamadas válvulas auriculoventriculares) en el comienzo de la sístole, causa la primera parte (lub) del ruido auscultatorio (lub-dub) que se oye cuando se contrae el corazón. Formalmente, a ese primer sonido se le conoce como primer ruido cardíaco, o S1. Ese primer ruido cardíaco es creado cuando se cierran las válvulas mitral y tricúspide y de hecho tiene dos componentes, uno mitral (M1) y otro tricúspide (T1).
La segunda porción del lub-dub —el segundo ruido cardíaco o S2—, es causado por el cierre de las válvulas aórtica y pulmonar al final de la sístole ventricular. A medida que se vacía el ventrículo izquierdo, su presión disminuye por debajo de la presión en la aorta, así que la válvula aórtica se cierra. Igualmente, cuando la presión del ventrículo derecho cae por debajo de la presión en la arteria pulmonar, la válvula pulmonar se cierra. El segundo ruido cardíaco también tiene dos componentes, uno aórtico (A2) y uno pulmonar (P2). La válvula aórtica se cierra primero que la válvula pulmonar y por ello son audibles separadamente uno del otro en el segundo ruido cardíaco.

## Sistema de conducción eléctrica
| 1. Nódulo sinoauricular 2. Nódulo auriculoventricular 3. Haz de His 4. Rama izquierda 5. Fascículo posterior izquierdo | 6. Fascículo anterior izquierdo 7. Ventrículo izquierdo 8. Tabique interventricular 9. Ventrículo derecho 10. Rama derecha |

1. Nódulo sinoauricular
2. Nódulo auriculoventricular

La acción de bombeo del corazón proviene de un sistema intrínseco de conducción eléctrica.
El impulso eléctrico se genera en el nódulo sinusal o nódulo sinoauricular, que es una pequeña masa de tejido especializado localizada en el atrio derecho del corazón. A continuación, el impulso eléctrico viajará hasta el nódulo atrioventricular, donde se retrasan los impulsos durante un breve instante, y después continúa por la vía de conducción a través del haz de His (el cual se divide en una rama derecha y otra izquierda) hacia los ventrículos. La vía de conducción finaliza en una serie de fibras denominadas fibras de Purkinje. 
La capacidad que posee el corazón para generar un impulso eléctrico reside en las células que lo forman. Estos miocardiocitos son autoexcitables, lo que significa que no requieren la presencia de un estímulo externo para generar una respuesta contráctil; y rítmicas lo cual les permite mantener una frecuencia de contracción suficiente para mantener la actividad de bombeo sin detenerse.
El nódulo sinusal (también llamado nódulo sinoatrial) está formado por un grupo de fibras auriculares que presentan la ritmicidad más alta. Por ello, su actividad es la que marca la frecuencia básica del corazón y se las denomina células marcapasos. Este nódulo genera regularmente un impulso eléctrico 60 a 100 veces por minuto en condiciones normales. El potencial de acción se propagará por las células cardíacas gracias a  uniones tipo gap existentes entre ellas. De esta manera, la despolarización iniciada en el nódulo sinusal se expande por todas las fibras auriculares de arriba abajo, a través de cuatro haces que salen del nódulo:
- Los tres primeros recorren el atrio derecho, y son la rama anterior, rama media y rama posterior
- La cuarta rama es la rama para el atrio izquierdo, y se dirige a este lugar.

De esta forma los atrios derecho e izquierdo son estimulados en primer lugar y se contraen durante un breve período de tiempo antes de que lo hagan el resto de cavidades. La despolarización alcanza el nódulo auriculoventricular, situado en la cruz cardíaca (localizada en el cruce de los septos interatrial e interventricular con el septo atrioventrivular). En este punto existen los anillos fibrosos o esqueleto cardíaco. Se produce un enlentecimiento de la propagación (retraso de 0,1 s) debido a la geometría de las fibras. Este nodo se caracteriza por ser un haz estrecho con pocas uniones tipo gap, por lo que la velocidad de conducción del impulso es más baja y se da lugar a este retraso.
A continuación, el potencial se desplaza rápidamente a través del haz de His, el cual se dividirá en una rama derecha y una rama izquierda. Estas ramas recorren todo el septo interventricular. Su función es generar la contracción del septo. Por último, las fibras de Purkinje o red subendocárdica recorren las paredes libres de los ventrículos derecho e izquierdo para generar la contracción ventricular.

## Curvas de presión

### Curva de presión auricular
Las aurículas experimentan una serie de cambios en su presión según las distintas fases del ciclo cardíaco:

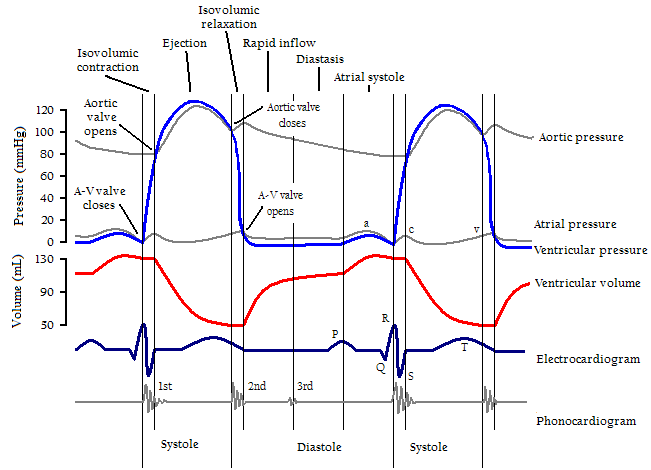
Eventos cardíacos que ocurren durante un ciclo cardíaco.

Onda “a”: corresponde con la contracción de la aurícula (sístole auricular).
Onda “c”: es causada por el abombamiento del plano valvular hacia la aurícula al contraerse el ventrículo (contracción ventricular isovolumétrica).
Seno “x”: se trata de un descenso en la presión en la aurícula por el desplazamiento del plano valvular hacia la punta durante la expulsión ventricular (eyección).
Onda “v”: llega sangre a la aurícula, lo que implica un aumento de presión (relajación ventricular isovolumétrica).
Seno “y”: se produce la apertura de la válvula aurículo-ventricular, lo que supone un descenso de la presión auricular por el vaciamiento de sangre hacia el ventrículo (llenado ventricular pasivo).

### Curva de presión ventricular
- Durante la sístole auricular, la presión ventricular aumenta por la llegada de sangre debido a la contracción de la aurícula.
- Esta presión sigue en aumento durante la contracción ventricular isovolumétrica hasta el momento en el que supera la de las válvulas sigmoideas.
- Con la apertura de las válvulas sigmoideas tiene lugar la eyección de sangre a los grandes vasos. La presión sigue en aumento por la contracción del ventrículo y comienza a descender una vez que se ha vaciado, de manera que se cierran también las válvulas sigmoideas cuando la presión  en el ventrículo es menor que en los grandes vasos.
- Con el comienzo de la diástole (relajación ventricular isovolumétrica) la presión sigue en descenso hasta que se hace menor que en la aurícula, momento en el que se abren las válvulas aurículo-ventriculares.
- Con la apertura de las válvulas, comienza el llenado ventricular pasivo y, por tanto, el aumento progresivo de la presión.

Curvas de presión en la arteria aorta y en la arteria pulmonar
Las válvulas sigmoideas se abren cuando la presión en los ventrículos es superior a la de los grandes vasos, es decir, éstas se abren durante la eyección y vacían la sangre, de manera que desde su apertura hasta el cierre, el ventrículo y la arteria correspondiente comparten presión, por lo que la gráfica de presión es idéntica para ambas. Una vez que se cierra la válvula, la presión desciende poco a poco, ya que la pared arterial es elástica.

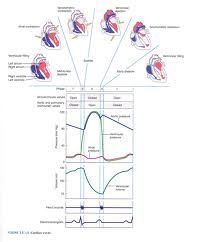
Curvas de presión.

Si se diseña una gráfica comparando la presión contra el volumen del ventrículo izquierdo, el resultado que obtendremos es una curva cíclica. Tanto en la sístole como la diástole, la presión del ventrículo izquierdo depende del volumen que contiene en su interior y de la distensibilidad. Es decir, un ventrículo tiene una presión aumentada si es poco distensible o si tiene un volumen de sangre aumentado en su interior.
Los fenómenos cíclicos pueden ser estudiados desde cualquier punto del mismo. Los principales eventos eléctricos, mecánicos y sonoros, correlacionados en la curva de presión volumen se puede resumir en:
Diástole ventricular
1. Al final de una contracción el ventrículo se relaja (en este punto ocurre la relajación isométrica en la que hay un cambio de presión sin cambio de volumen).
2. Cuando la presión del ventrículo es menor que en la aurícula izquierda, se abre la válvula mitral y el ventrículo empieza a llenarse en dos fases: llenado rápido y llenado lento. En algunas condiciones patológicas se produce un tercer ruido durante la fase de llenado rápido.
3. Antes de terminar el llenado se produce la onda P en el ECG, posteriormente se contrae la aurícula y se produce la onda A en la curva de pulso venoso. En esa contracción puede escucharse el cuarto ruido en ciertas situaciones. Después se cierra la válvula mitral, lo que produce el primer ruido cardíaco. Justo antes de que se produzca este fenómeno sonoro, se despolariza el ventrículo y se genera el QRS del ECG.

Sístole ventricular
1. El ventrículo empieza a contraerse y la presión aumenta hasta que excede la presión en la aorta (hasta este momento se llama contracción isométrica, porque se presenta un cambio de presión sin cambio de volumen).
2. En este punto la válvula aórtica se abre y se inicia la eyección rápida y la eyección lenta de sangre, que continúa en contra de la presión aórtica hasta que disminuye la presión del ventrículo y se hace menor que la presión aórtica. Al final de esta fase se produce la repolarización del ventrículo y la onda T del ECG.
3. En este momento se cierra la válvula aórtica y se genera el segundo ruido cardíaco y finaliza la eyección.

## Electrocardiograma
En el electrocardiograma, la sístole eléctrica de los ventrículos empieza donde comienza el complejo QRS. La sístole eléctrica de las aurículas comienza con el inicio de la onda P del electrocardiograma (ECG).
Correspondiente a la fisiología del ciclo cardíaco, la onda P representa la fase de llenado, el Complejo QRS la fase de contracción isovolumétrica y lo correspondiente a la fase de eyección y relajación isovolumétrica se representa a partir del punto donde termina el complejo QRS hasta el final de la onda T.
Referente a la fisiología eléctrica, la onda P es la representación del inicio de la excitación del nódulo sinusal, la conducción seno-atrial, el inicio de la despolarización auricular, la llegada de la onda al nodo AV y la completa despolarización auricular. El segmento PR es la representación de la llegada de la onda al Haz de His y luego a las fibras de Purkinje. El complejo QRS representa la despolarización ventricular, y la onda T la repolarización ventricular.
Asimismo; la repolarización auricular ocurre durante el complejo QRS y queda enmascarada por éste.